# Hōjō (Ehime)
Pour les articles homonymes, voir Hojo.
Hōjō (北条市, Hōjō-shi) est une ancienne ville du Japon située dans la préfecture d'Ehime. Elle a existé jusqu'au 1er janvier 2005, au moment où elle a fusionné avec Matsuyama.
En 2003, la ville faisait environ 102 kilomètres carrés pour une population d'environ 30 000 habitants. On y retrouve 7 écoles primaires, 2 écoles secondaires, 1 lycée et 1 université. Il y a 1 centre commercial qui s'appelle Huwari. On y fête la fête automnale du 8 10 octobre.